# 1827 w polityce

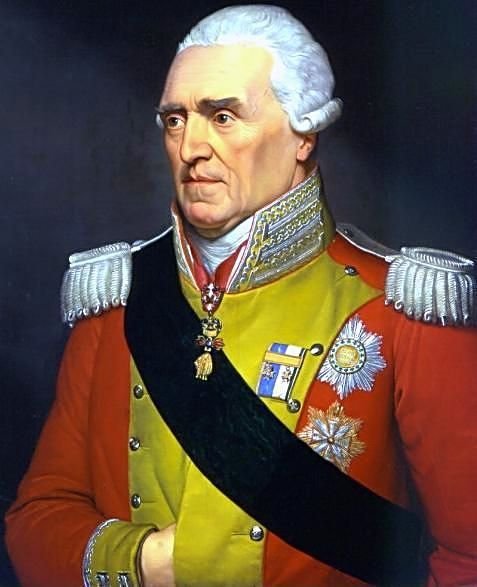
Fryderyk August I

Wydarzenia polityczne w 1827 roku.

## Wydarzenia
- George Canning został premierem Wielkiej Brytanii, jednak zmarł po czterech miesiącach urzędowania[1].
- Frederick Robinson został premierem Wielkiej Brytanii[2].
- 20 października Bitwa pod Navarino. Połączone armady Wielkiej Brytanii, Francji i Rosji pokonały flotę egipsko-turecką[3][4][5]. Starcie to było ostatnią większą bitwą pomiędzy żaglowcami o konstrukcji drewnianej[3] przed wprowadzeniem pierwszych pancerników.

## Zmarli
- 5 maja Fryderyk August I, władca Saksonii i Księstwa Warszawskiego[6].